# Thorigné-d’Anjou
Thorigné-d’Anjou ist eine französische Gemeinde mit 1.238 Einwohnern (Stand: 1. Januar 2022) im Kanton Tiercé, im Arrondissement Segré, im Département Maine-et-Loire und in der Region Pays de la Loire. Die Einwohner werden Thorignéens genannt.

## Geografie
Thorigné-d’Anjou liegt etwa 22 Kilometer nordnordwestlich von Angers am Fluss Mayenne, der die Gemeinde im Westen begrenzt, in der Segréen. Umgeben wird Thorigné-d’Anjou von den Nachbargemeinden Chenillé-Champteussé im Norden, Sceaux-d’Anjou im Osten, Grez-Neuville im Süden, Le Lion-d’Angers im Westen und Südwesten sowie Montreuil-sur-Maine im Westen und Nordwesten.

## Bevölkerungsentwicklung
| 1962                       | 1968 | 1975 | 1982 | 1990 | 1999 | 2006 | 2018 |
| -------------------------- | ---- | ---- | ---- | ---- | ---- | ---- | ---- |
| 414                        | 369  | 386  | 576  | 680  | 752  | 978  | 1231 |
| Quellen: Cassini und INSEE |      |      |      |      |      |      |      |

## Sehenswürdigkeiten
- Kirche Saint-Martin, seit 1989 Monument historique
- Herrenhaus La Harderie, seit 1991 Monument historique

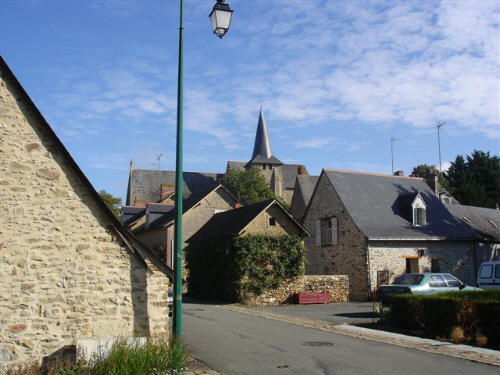
Blick auf Thorigné mit der Kirche Saint-Martin